# 太平御览

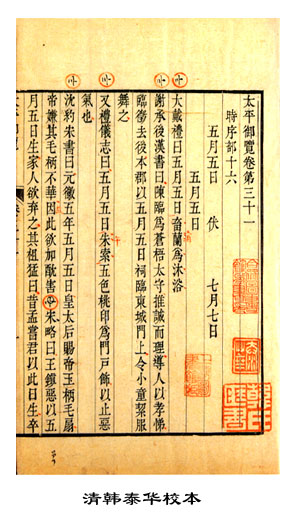
《太平御覽》清韓泰華校本

《太平御覽》初名《太平類編》、《太平編類》，後改名為《太平御覽》，是北宋时期编写的一部类书，是保存了五代以前文献最多的一部类书。《太平御覽》与《太平廣記》、《文苑英華》以及《冊府元龜》合稱為“宋四大書”。在四庫全書中為子部類書類。

## 編纂

### 編纂人員
據王應麟著《玉海》以及歷代《太平御覽》卷首，當時參加編纂《御覽》的大臣包括：有李昉、扈蒙、李穆、湯悅、徐鉉、張洎、李克勤、宋白、徐用賓、陳鄂、吳淑、舒雅、呂文仲、阮思道。當中，李克勤、徐用賓、阮思道因中途改任他官，於是由太子中允王克貞、董淳、趙鄰幾頂替他們的工作。此外，周生傑又考出張宏有預修《太平御覽》的工作。即共有十八人負責編寫《太平御覽》。:92-93

## 歷史
北宋初年，宋太宗趙光義於太平興國二年（977年）命李昉等編撰《太平御覽》，至太平興國八年十二月（984年初）書成，共六年。《宋會要》載，《太平御覽》是以《修文殿御覽》、《藝文類聚》、《文思博要》等書為藍本進行編撰的。書名中的“太平”取自年號“太平興國”。宋敏求《春明退朝錄》謂“書成之後，太宗日覽三卷，一歲而讀周，故賜是名也。”同時編纂的類書，還有《太平廣記》。

## 內容
《太平御覽》凡1000卷，為宋代最大的類書之一，索引經使圖書，凡一千六百九十餘種，今不傳者十之七八，徵引賅博，足資考證。全書分五十五門，名次是：天部、時序部、地部、皇王部、偏霸部、皇親部、州郡部、居處部、封建部、職官部、兵部、人事部、逸民部、宗親部、禮儀部、樂部、文部、學部、治道部、刑法部、釋部、道部、儀式部、服章部、服用部、方術部、疾病部、工藝部、器物部、雜物部、舟部、車部、奉使部、四夷部、珍寶部、布帛部、資產部、百穀部、飲食部、火部、休徵部、咎徵部、神鬼部、妖異部、獸部、羽族部、鱗介部、蟲豸部、木部、竹部、果部、菜茹部、香部、藥部、百卉部。各部下又分類，共5363類（算上附表則有5426類），類下又有子目，大小類目共計約五千四百七十四類。雖多轉引類書，不能一一出自原本，而蒐羅浩博，足資考證古籍軼文。
宋太宗趙光義曾表示：“此書千卷，朕欲一年讀遍。”命人日進三卷，備“乙夜之覽”，赵光义感叹道：“开卷有益，朕不以为劳也”。

## 評價
清高宗謂：「宋太宗身有慚德，因集文人為《太平御覽》、《太平廣記》、《文苑英華》三大書，以弭草野之私議。」清代王謨輯《漢唐地理書鈔》時，曾說：“太平御覽書目一千六百九十種，內地理書約三百種，較諸類書尤為賅博。”近人馬念祖編《水經注等八種古籍引用書目匯編》，則稱《御覽》引用書經核實後為二千五百七十九種。胡应麟评价《太平御览》“有功于载籍”，但他说每读此书不免有斧声烛影之嫌。

## 版本

### 宋代

#### 閩刊本
現存《御覽》刊本，以日本靜嘉堂文庫珍藏的南宋閩刊本為最古。此本早於慶元五年（1199年）前已經刊刻。據蜀刻本蒲叔獻序中記，此本刊於福建建寧府。程千帆、徐有富估計，此書刻於建寧府的建陽或建安中。謝水順、李珽認為，此書卷帙浩大，應該由建寧官府所刻。此本最初可考為徐達中山王府所藏，其後則由文淵閣所藏。於清代乾隆年間，此本流傳至吳郡朱文游中，但已非全書。朱文游過世後，流傳至同郡周錫瓚家。同治年間轉於陸心源皕宋樓，再佚去十五卷。陸心源死後，其子以十萬元之代價將皕宋樓之藏書售予日本靜嘉堂，《御覽》為其中之一。今只有三百五十一卷。:117-119

#### 蜀刻本
南宋慶元五年（1199年）七月，蒲叔獻在成都府路轉運使判官兼提舉事任上召集十幾位學者校讎《太平御覽》，包括有迪功郎李廷允等。李廷允在閩刊本的基礎上校出三萬八千字錯字。此本藏於日本宮內書陵部，缺有數卷。於天正年間（1573年至1593年）被抄補完整。另外日本京都東福寺亦有此本，計一百四十冊。:119-122

### 明代

#### 黃正色本
此本有倪炳於無錫刊刻，始於隆慶五年（1571年），成事於萬曆元年（1573年），書前有黃正色序，故稱黃正色本，又或稱倪炳校刻本。雕版印刷。:124-126

#### 活字本
隆慶二年（1568年），閩人饒世仁、游廷桂在無錫制字印刷《太平御覽》，至隆慶五年（1571年），只印了十之一二，並沒有完成，部份活字由常熟周光宙、周堂父字，無錫顧蕭岩、秦蕭川等購得。萬曆二年（1574年），三家將其活字匯合，依然由饒世仁、游廷桂二人負責印刷出版。:126-128

### 清代
清嘉慶年間有「張海鵬刻本」、「汪昌序活字本」和「鮑崇城刻本」。光緒年間有「廣東重刊鮑氏本」和「石印鮑氏本」。1935年由商務印書館出版《四部叢刊三編》時刊印。另外，近人錢亞新編有《太平御覽索引》，聶崇岐編有《太平御覽引得》。

## 註腳
1. ↑  李克勤、陳鄂、徐用賓、董淳四人生平不可考。李克勤，南陳人，入宋後為太平官，沒有大功，沒有大過[1]:88；陳鄂，生卒年無考，太祖時典和他人訴訟，於太子中舍權國子監任上被免職，太宗即位時復原職，曾編寫數部書籍。[1]:89-90；徐用賓，《御覽》記其編纂間中途外調外，事蹟一無所考。[1]:90；董淳，生卒年無考，太宗時為工部典外郎，直史館奏詔，撰有《孟昶紀事》[1]:92

## 外部連結
- 《欽定四庫全書》本《太平御覽》 （页面存档备份，存于） - 中國哲學書電子化計劃